# Enric II de Lovaina
Enric II de Lovaina, dit el del Cinturó (nascut al voltant de 1020, enterrat a Nivelles el 1078) fou comte de Lovaina i Brussel·les des 1054 a 1078. Era el fill de Lambert II Balderic, comte de Lovaina i Brussel·les, i d'Oda de Verdun.
Apareix en un document de 1078 del capítol de Brussel·les, al costat del seu germà Renyer.
Poc se sap sobre el seu govern, però si que va donar suport al 1071 a Riquilda d'Hainaut, comtessa regent d'Hainaut, contra Robert el Frisó el germà del segon marit de Riquilda, que no volia respectar els drets d'aquest segon matrimoni ni al fill del primer al qual Riquilda havia desheretat. La filla d'Enric es va casar amb el segon fill de Riquilda (del segon matrimoni).

## Matrimoni i fills
Es va casar amb una comtessa Adela, d'origen desconegut (potser una filla del comte de Teisterbant. Els seus descendents foren:
- Enric III († 1095), comte de Lovaina i Brussel·les, landgravi de Brabant des 1085/1086.
- Godofreu I el Coratjós (1060 † 1139), comte de Lovaina i Brussel·les, landgravi de Brabant i duc de Baixa Lotaríngia (com Godofreu V).
- Alberó († 1128), bisbe de Lieja
- Ida (1077 † 1107/1139), casada el 1084 amb Balduí II († 1098), comte d'Hainaut